# Palácio de Valflores
O Palácio de Valflores, também designado por Palácio e Quinta de Valflores ou Quinta de Valflores, localiza-se na freguesia de Santa Iria de Azóia, município de Loures, em Portugal.
É um exemplar raro da arquitetura civil do século XVI. Trata-se de uma peça de arquitetura renascentista de influência italiana mandada construir por Jorge de Barros, feitor de D. João III na Flandres.
Funcionou como habitação até 1870, altura em que foi adquirido pela família inglesa Reynolds que nunca lhe deu o uso habitacional. A partir dessa data, o palácio começou a funcionar como armazém da exploração agrícola da quinta em que se situa, tendo começado a degradação. A partir dos anos sessenta, é sabido que os pisos inferiores foram transformados em pocilgas, estábulos, vacarias, capoeiras, etc.
A Quinta de Valfores e por inerência o Palácio foram classificados como Imóvel de interesse público em 1982.
Pese embora o reconhecimento inerente à classificação, esta não serviu para travar a degradação.
Tendo sido adquirido pela Câmara de Loures em 2006, em fevereiro de 2019 o Palácio encontrava-se em fase de obras para a sua total recuperação.
É conhecido com Palácio das abóboras, devido ao hábito de usar as suas varandas para as secar.

## Arquitetura do Palácio
Desenvolve-se em dois pisos, adaptando-se ao declive da encosta. No piso superior funciona a habitação. A planta é simétrica em relação à direção Norte-Sul. A entrada faz-se, a partir de uma zona vestibular, hoje desaparecida, para um salão central de grandes dimensões, entre dois torreões, que outrora possuira um revestimento de tecto de influência mudéjar hoje completamente perdido.
Adossado, junto ao canto NW do palácio, encontra-se um pequeno volume abobadado correspondente a uma pequena capela privada. A estrutura desta abóbada, embora de dimensões menores, é semelhante à que o proprietário também mandou construir anexa à Igreja matriz de Santa Iria de Azóia.
O elemento que se destaca neste piso é loggia que se abre a sul sobre o rio Tejo. Era constituída originalmente por uma colunata com dez arcos abatidos. Infelizmente, encontra-se quase toda perdida devido a uma derrocada que teve lugar em 2001.
O piso inferior corresponde a armazéns abobadados que replicam aproximadamente a estrutura do piso superior. A Este do palácio existe um volume adossado correspondente à cozinha. Sob este existe um piso inferior, de cota aproximadamente 2m acima dos armazéns, também abobadado.
O sistema estrutural é constituído por paredes autoportantes de alvenaria de pedra e cal, com aparelho rusticado nos cunhais. Estas apresentam múltiplas fissuras, quase todas repassadas. A origem destas não é certa. Originalmente poderão ter sido devidas a sismos.
O piso inferior é abobadado. O enchimento do extradorso das abóbadas serve de base para os pavimentos. Estes são, hoje, de argamassa de cimento.
As abóbadas, sob a loggia, apresentam fendilhação, perda de tijoleiras nas nervuras, perda integral de reboco e encontram-se deformadas, tendo sido alvo de escoramento em 2003. As restantes abóbadas aparentemente encontram-se sem grandes alterações da sua geometria tendo contudo perdido grande parte dos seus revestimentos de reboco e, em alguns casos apresentem alguma perda de tijoleiras nas nervuras.
Das coberturas, com estrutura de madeira e telha cerâmica, já quase nada resta. O processo de degradação das coberturas ter-se-á acelerado a partir do final dos anos 70 do séc. passado. Ainda são visíveis os pigmentos dos acabamentos das paredes do piso superior.
Com a perda das coberturas e consequente molhagem cíclica, o estado de degradação do edifício acentuou-se exponencialmente levando a perdas de coesão que acabam por ter como consequência que este se encontra vulnerável a ações que, de outro modo não produziriam quaisquer efeitos, como por exemplo as vibrações produzidas pela passagem do trânsito pesado no IC2.

## História da Quinta de Valflores
- 1537 - Este paço rural foi mandado edificar por Jorge de Barros, feitor de D. João III na Flandres, pouco tempo depois de voltar a Portugal, em 1537. O paço foi construído com base na fortuna que acumulou como mercador, que valia na altura mais de 300 mil cruzados, sendo uma das maiores fortunas acumuladas na época (FREIRE: 1927, p. 64). As suas ordens eram explícitas e o objetivo era construir um paço rural na tradição das moradias régias e nobres medievais com alguma influência renascentista.

Esta propriedade é mais tarde herdada por D. Luísa de Barros, a filha de João de Barros, que casou com um nobre desaparecido na famosa Batalha de Alcácer Quibir. O palácio fica nas mãos da família durante as próximas 9 gerações. No século XIX segundo Braancamp Freire, D. Pedro Climaco de Alcântara de Barros e Vasconcelos perde o paço devido às duas dívidas, ficando o palácio nas mãos de um brasileiro.
- 1870 - O paço rural assim como outras propriedades na freguesia são adquiridas pela família inglesa Reynolds, que passou a arrendar o palácio.

- 1899 - Anselmo Braancamp Freire reporta o palácio estar num estado de conservação aceitável.

- 1978 - Sob proposta da Comissão Organizadora do Instituto de Salvaguarda do Património Cultural e Natural e com Despacho do Secretário de Estado da Cultura a quinta de Vale de Flores é classificada como Imóvel de Interesse Público, sendo efetuados vários estudos a fim de definir as Zonas Especiais de Proteção.

- 1979 - É avaliado o estado precário do imóvel por parte da DGEMN, que aponta as várias necessidades com o objetivo de evitar a ruína deste paço rural. Nesse mesmo ano a SEC (DG do Património Cultural), notifica através da Câmara Municipal de Loures o estado precário do imóvel ao seu proprietário.

- 1980 - Em Fevereiro de 1980 o edifício é analisado por técnicos da DGEMN e da Câmara Municipal de Loures, surgindo um plano de intervenção, que passaria pela consolidação estrutural e reconstrução das coberturas e restauro dos tectos primitivos pois do teto mudéjar nada restava.

- 1982 - É definida a primeira Zona Especial de Proteção.

- 1997 - É efetuado um Despacho do Ministro da Cultura de 16 de Setembro onde é fixada uma nova Zona Especial de Proteção.

- 1998 - A quinta é amputada devido à IC10.

- 2000 - A propriedade deixa de ser zona de exploração económica agrícola e o estado de ruína começa a acentuar-se devido ao abandono mais evidente.

- 2001 - O colunelo é abatido e recolhido pela Associação de Defesa do Património Ambiental e Cultural de Santa Iria da Azóia. Em 24 de Setembro deste ano, dá-se a derrocada parcial da vasta arcada do 2º piso da fachada principal.

- 2005 - O processo de aquisição do imóvel por parte da Câmara Municipal de Loures entra em curso.

- 2006 - O imóvel é finalmente adquirido pela Câmara Municipal de Loures.

- 2015 - Na lista elaborada pela Europa Nostra, organização europeia do património, entre os 14 monumentos mais ameaçados da Europa está o Palácio Valflores.